# David Mandessi Bell
Pour les articles homonymes, voir David Bell et Bell.
David Mandessi-Bell est un riche planteur et intendant du roi Rudolf Manga Bell, mort le 14 novembre 1936.

## Biographie

### Carrière
Après la fin en 1840 de la traite négrière, les Douala, voyant disparaître leur monopole commercial, se tournent vers d'autres sources de revenus.
David Manga Mandessi Bell, le père de Maria Mandessi Bell et frère adoptif de Jean Mandessi Bell, cofondateur de l'Union camerounaise de Paris, devient le plus gros exportateur de bananes. Sa prospérité lui permet d'envoyer sa fille, Maria, étudier en Allemagne. Il construit par ailleurs le Palais des rois Bell, en 1904. Ce palais surnommé « La Pagode », est situé dans le quartier administratif de Bonanjo.
Il développe des plantations dans le Nkam et le Mungo. Plus petite que les grandes concessions allemandes sur les pentes du mont Fako, les plantations de feu Mandessi génèrent cependant des revenus qui lui permettront de construire la villa de Mandessi Bell. 
Le palais Mandessi Bell fait partie des joyaux architecturaux de la ville de Douala. Construit à l’entrée principale du quartier Bonanjo, il constitue un attrait touristique. Cette bâtisse à l'architecture coloniale, s'impose jusqu'ici comme un témoin de l'occupation allemande au Cameroun.
Il habite la villa jusqu'à sa mort en 1936. Il a ensuite été enterré derrière le palais de justice à Bonanjo. Selon les historiens, David Mandessi Bell est l'un des premiers Camerounais dont les revenus ne sont pas exclusivement issus de la pêche ou du commerce.